# أسمير أفدوكيتش
أسمير أفدوكيتش (مواليد 13 مايو 1981) هو لاعب كرة قدم. يلعب مع منتخب البوسنة والهرسك لكرة القدم. سبق له أن لعب في كأس العالم لكرة القدم مع منتخب بلاده.

## روابط خارجية
- أسمير أفدوكيتش على موقع الاتحاد الأوربي (الإنجليزية)
- أسمير أفدوكيتش على موقع قاعدة بيانات كرة القدم.إي يو (الإنجليزية)
- أسمير أفدوكيتش على موقع بيانات كرة القدم. دي إي (الألمانية)
- أسمير أفدوكيتش على موقع ناشيونال فوتبول تيمز (الإنجليزية)
- أسمير أفدوكيتش على موقع Soccerway.com (الإنجليزية)
- أسمير أفدوكيتش على موقع عالم كرة القدم.نت (الإنجليزية)
- أسمير أفدوكيتش على موقع AS.com (الإسبانية)